# Championnat du Japon de sport-prototypes 1986
Navigation
Édition précédente Édition suivante
Le Championnat du Japon de sport-prototypes 1986 est la 4e saison du Championnat du Japon de sport-prototypes. Il s'est couru du 6 avril 1986 au 23 novembre 1986, comprenant six épreuves courses.

## Calendrier
| Manche | Course                        | Circuit | Participants | Date        |
| ------ | ----------------------------- | ------- | ------------ | ----------- |
| 1      | International Suzuka 500 km   | Suzuka  | 28           | 6 avril     |
| 2      | All Japan Fuji 1 000 km       | Fuji    | 22           | 4 mai       |
| 3      | All Japan Fuji 500 Miles      | Fuji    | 28           | 20 juillet  |
| 4      | International Suzuka 1 000 km | Suzuka  | 38           | 24 août     |
| 5      | 1 000 km de Fuji              | Fuji    | 43           | 5 octobre   |
| 6      | All Japan 500 km de Fuji      | Fuji    | 29           | 23 novembre |

## Résultats de la saison

### Courses
| Manche | Circuit | Équipe vainqueur                          | Résultats |
| Manche | Circuit | Pilote vainqueur                          | Résultats |
| ------ | ------- | ----------------------------------------- | --------- |
| 1      | Suzuka  | Advan Sports Nova                         | Résultats |
| 1      | Suzuka  | Kunimitsu Takahashi Kenji Takahashi       | Résultats |
| 2      | Fuji    | Advan Sports Nova                         | Résultats |
| 2      | Fuji    | Kunimitsu Takahashi Kenji Takahashi       | Résultats |
| 3      | Fuji    | Trust (en) Racing Team                    | Résultats |
| 3      | Fuji    | Vern Schuppan Keiichi Suzuki              | Résultats |
| 4      | Suzuka  | FromA Racing                              | Résultats |
| 4      | Suzuka  | Jiro Yoneyama Hideki Okada Tsunehisa Asai | Résultats |
| 5      | Fuji    | Joest Racing                              | Résultats |
| 5      | Fuji    | Paolo Barilla Piercarlo Ghinzani          | Résultats |
| 6      | Fuji    | Trust (en) Racing Team                    | Résultats |
| 6      | Fuji    | Vern Schuppan Keiichi Suzuki              | Résultats |